# Thripophaga macroura
El colasuave estriado o canastero estriado (Thripophaga macroura), es una especie de ave paseriforme de la familia Furnariidae perteneciente al género Thripophaga. Es endémica del oriente de Brasil.

## Distribución y hábitat
Se encuentra en la mata atlántica del litoral sureste de Brasil, en la franja que va desde el sur de Bahía hacia el sur, hasta el norte de Río de Janeiro.
Esta especie es considerada rara y local en su hábitat natural: los estratos bajo y medio y los bordes de selvas húmedas de la mata atlántica, hasta los 1000 m de altitud.

## Estado de conservación
El colasuave estriado ha sido calificado como especie vulnerable por la Unión Internacional para la Conservación de la Naturaleza (IUCN) debido a que su zona de distribución, pequeña y fragmentada, y su población, todavía no cuantificada, se presumen estar en decadencia como resultado de la continua pérdida de hábitat. Sin embargo, ha sido recientemente registrado en varias nuevas localidades.

## Sistemática

### Descripción original
La especie T. macroura fue descrita por primera vez por el naturalista alemán Maximilian zu Wied-Neuwied en 1821 bajo el nombre científico Anabates macrourus; la localidad tipo es: «Río Catolé, Bahía, Brasil».

### Etimología
El nombre genérico femenino «Thripophaga» se compone de las palabras del griego «θριψ thrips, θριπος thripos»: pollilas de la madera, y «φαγος phagos»: comer; significando «comedor de polillas»; y el nombre de la especie «macroura», se compone de las palabras del griego «μακρος makros»: largo, y «ουρος ouros»: de cola; significando «de cola larga».

### Taxonomía
Probablemente sea más próxima a Thripophaga cherriei y a T. amacurensis con quienes comparte características morfológicas. Es monotípica.